# Astragalus sterilis
Astragalus sterilis är en ärtväxtart som beskrevs av Rupert Charles Barneby. Astragalus sterilis ingår i släktet vedlar, och familjen ärtväxter. Inga underarter finns listade i Catalogue of Life.